# Purper geweimos
Het purper geweimos (Pseudevernia furfuracea) is een korstmos uit de familie Parmeliaceae. Het groeit op de bast van naaldbomen en op loofbomen met zure bast (vooral op berken), meer zelden op silicaatgesteente. Het heeft isidiën. Het korstmos is vrij gevoelig voor luchtverontreiniging, de aanwezigheid duidt meestal op goede luchtomstandigheden in de groeiende plaats.

## Kenmerken
Het thallus is maximaal 10 cm. Het is samengesteld uit grijze of blauwgrijze bandvormige lobben. De vorm is struikvormig met kleine uitstulpingen op de hoofdtakken (isidia). De bovenkant is heldergrijs, maar vaak ook deels bruin verkleurt. De onderkant is wit of roze als ze jong zijn, blauwachtig of zwart met de leeftijd. Apothecia zijn plat of hol en olijfgroen tot donker roodbruin van kleur. Ze worden zelden gevormd. In Nederland worden nooit apothecia gevormd. Het vertoont de volgende kenmerkende kleurreacties: merg (C+ roze of negatief), schors (K+).
De ascus is 8-sporig en meet 30-40 × 14-16 µm. De ascosporen zijn eencellig, glad, aseptaat, hyaliene, zonder epispore, ellipsoïde en meten 7,5-10 × 4-5,5 µm. Hun fotobionts zijn groene algen van de soort Trebouxia simplex.

## Verspreiding
Het purper geweimos komt wereldwijd voor in koele, gematigde en subtropische klimaten. In Europa komt het voor van de bergen van Zuid-Europa tot centraal Scandinavië. In sparrenbossen in Centraal-Europa domineert het vaak samen met het gewoon schorsmos (Hypogymnia physodes). 
In Nederland komt het purper geweimos vrij zeldzaam voor. Het staat op de rode lijst in de categorie 'Kwetsbaar'.